# 自由知識
自由知識（Libre knowledge），為人們能夠自由學習、詮釋、應用的知識，它亦可因人們需要而再重新詮釋，並基於社群利益而互相分享。
該詞也包含了自由知識的文化提倡運動，並因自由軟體的原則精神，自由軟體上（含維基百科）集體合作的成功，以及對於知識應該是所有人共享且不該有任何限制的堅定信念等三個要點而興盛。

## 自由知識
自由知識的提倡者相信許多儲存在網路上的知識，都陷於人為的刻意限制或資訊操控下。因此，自由知識這個新名詞便產生了，並基於自由軟體基金會所訂定的原則而發展。自由知識為使用者能夠自由以閱讀、聆聽、觀賞等等方式使用的明確知識，也可以基於任何目的從中學習、拷貝、改寫，或利用，亦能夠為了大眾利益而分享吸收後得到的新知識等。
自由知識的使用者能夠自由進行下列的事項：
1. 基於任何目的上使用這些知識
2. 研究其中的邏輯想法等，以將其修改成能夠符合自己需要新知識
3. 能夠自由複製或散播全部或部份的內容
4. 提升知識的深度及應用性，並分享其成果

而其中第一項及第三項需要使用由自由軟體基金會所定義的開放檔案格式以及自由軟體。

### 自由資源
自由資源這個詞指的是在裝置上或是其他媒介上以文件、聲音、多媒體等，或是以他們幾項的結合呈現的資源，人們可以在其平台上，藉由自由軟體來使用或是釋出這些資源，也可以基於任何目的從中學習、拷貝、改寫，或利用，亦能夠為了大眾利益而分享吸收後得到的新知識。
自由資源對自由軟體、自由文化、自由知識等運動的提倡上極為重要，並由自由社群所使用。舉例來說，他們有時會基於學習的目的而使用這些資源。而自由社群宣言亦顯示了上面幾個運動所提倡的幾個價值。
自由資源是在人們當初討論自由知識的過程中出現的，並在蒐集各方定義後概括化為現在的「自由資源」一詞。

### 自由學習
知識與學習兩者之間關聯密不可分，而自由學習則因人們對自由資源的使用而蓬勃發展（且通常是因大家共同的合作與互相學習）。另外，自由知識也與學習自由、自由教育與學習等詞彙有很大的關聯。因此人們認為自由學習可以應用在一些在公共教育不夠完善的國家上，以激勵及發展整個公民社會，並提升公眾教育系統的品質。